# Vall d'Estura

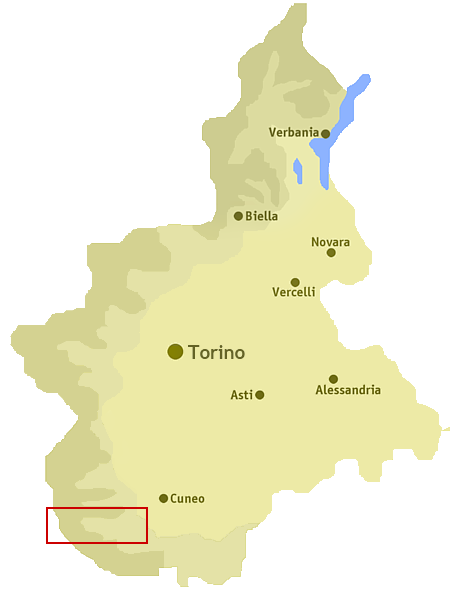
Localització de la Val d'Estura

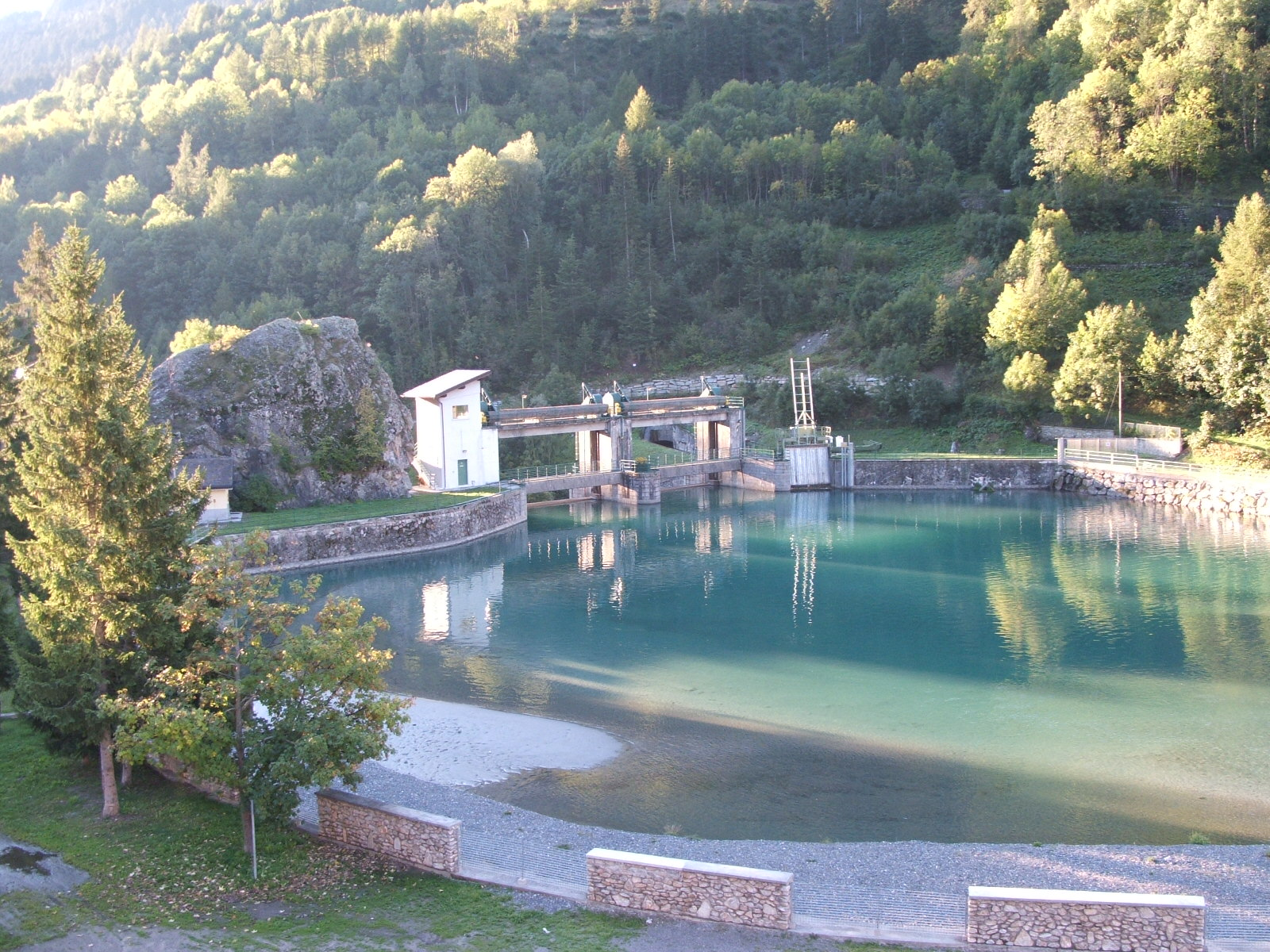
Embassament a Pietraporzio

Val d'Estura (italià Valle Stura di Demonte) és una de les Valls Occitanes situada a la província de Cuneo (Piemont), situada entre la Val Grana i la Val Maira, entre els Alps Cottians i els Alps Marítims. Té una llargària de 50 kilòmetres fins a la frontera amb França, al Coll de la Maddalena (1.996 m). Els principals municipis són Borgo San Dalmazzo, Demonte, Pietraporzio, Sambuco i Vinadio.

## Muntanyes
- Cima delle Lose - 2.813 m
- Mont Oronaye - 3.100 m
- Enciastraia - 2.955 m
- Becco Alto d'Ischiator - 2.996 m
- Rocca dei Tre Vescovi - 2.867 m
- Cima di Corborant - 3.007 m
- Mont Tenibres - 3.031 m

## Els refugis
- Refugi Malinvern - 1.839 m
- Refugi Becchi Rossi - 1.890 m